# Jacob Carel Julius Brantsen
Jacob Carel Julius baron Brantsen (Angerlo, 24 oktober 1877 – Buchenwald, 9 december 1944) was een Nederlandse verzetsstrijder tijdens de Tweede Wereldoorlog.

## Biografie
Hij werd geboren in de gemeente Zevenaar op huize Wielbergen te Angerlo, als zoon van Carel Marie Brantsen en Jacqueline Sophie van Limburg Stirum. In 1907 trouwde hij met Eloïse Whiting. Als oudste zoon had hij zijn vader kunnen opvolgen, maar hij koos ervoor om naar Parijs te gaan.
Tijdens de mobilisatie van 1939-1940 was hij reserve-majoor voor speciale diensten van de Generale Staf. In mei 1940 werd hij geplaatst bij Sectie III (Inlichtingendienst) van de Generale Staf. Hij onderhield contacten in Parijs, waar hij op dat moment woonde en met Brussel. In Parijs werkte hij voor het Rode Kruis. Vanaf 1943 maakte hij deel uit van de groep Dutch-Paris van Jean Weidner.
Op 10 juli 1944 werd Brantsen gearresteerd en overgebracht naar het Polizeihaftlager in Compiègne. Toen de Geallieerden Parijs naderden, werd hij met het laatste transport vanuit Compiègne op transport gezet naar het concentratiekamp Buchenwald. Daar overleed hij op 9 december 1944, op 68-jarige leeftijd.
Op 20 mei 1950 werd hij met acht andere personen - Fransen die voor het Nederlandse verzet actief waren en Nederlanders werkzaam in Frankrijk - onderscheiden met het Verzetskruis. Zijn naam staat vermeld op de Erelijst van Gevallenen 1940-1945.
Over zijn leven werd het tweeluik De Circusbaron geschreven.

## Onderscheidingen
- 1921 - Ridder in de Orde van Oranje-Nassau[9][10]
- 1950 - Verzetskruis[3][11]